# Saison 2015-2016 des Raptors de Toronto
La saison 2015-2016 des Raptors de Toronto est la 21e saison de la franchise en NBA.

## Draft
| Tour | Choix | Joueur       | Poste | Nationalité | Provenance     |
| ---- | ----- | ------------ | ----- | ----------- | -------------- |
| 1    | 20    | Delon Wright | PG    | États-Unis  | Utes de l'Utah |

## Pré-saison
| Pré-saison Total: 5-2 (Domicile : 4-0 ; Extérieur : 1-2) |

| Match | Date match | Équipe         | Score     | Meilleur marqueur      | Meilleur rebondeur     | Meilleur passeur   | Lieux Spectateurs                  | Série |
| ----- | ---------- | -------------- | --------- | ---------------------- | ---------------------- | ------------------ | ---------------------------------- | ----- |
| 1     | 4 octobre  | L.A Clippers   | V 93-73   | Kyle Lowry (26)        | Jonas Valančiūnas (12) | 4 joueurs (2)      | Rogers Arena 19 000                | 1 - 0 |
| 2     | 5 octobre  | @ Golden State | D 87-95   | DeMarre Carroll (15)   | Jonas Valančiūnas (10) | DeMar DeRozan (4)  | SAP Center 18 223                  | 1 - 1 |
| 3     | 8 octobre  | @ L.A Lakers   | V 105-97  | Kyle Lowry (25)        | Luis Scola (7)         | Kyle Lowry (6)     | Citizens Business Bank Arena 8 123 | 2 - 1 |
| 4     | 12 octobre | Minnesota      | V 112-105 | Kyle Lowry (40)        | DeMarre Carroll (8)    | Cory Joseph (4)    | Centre Air Canada 19 277           | 3 - 1 |
| 5     | 14 octobre | @ Minnesota    | D 87-89   | Johnson, Wright (11)   | Anthony Bennett (8)    | Joseph, Wright (3) | Centre Canadian Tire 15 522        | 3 - 2 |
| 6     | 18 octobre | Cleveland      | V 87-81   | Jonas Valančiūnas (12) | Bismack Biyombo (10)   | Kyle Lowry (8)     | Centre Air Canada 19 800           | 4 - 2 |
| 7     | 23 octobre | Washington     | V 92-82   | DeMarre Carroll (16)   | Bismack Biyombo (13)   | Kyle Lowry (6)     | Centre Bell 20 072                 | 5 - 2 |

## Saison régulière
| Saison régulière Total: 56-26 (Domicile : 32-9 ; Extérieur : 24-17) |

| Match | Date match | Équipe   | Score     | Meilleur marqueur  | Meilleur rebondeur     | Meilleur passeur   | Lieux Spectateurs        | Série |
| ----- | ---------- | -------- | --------- | ------------------ | ---------------------- | ------------------ | ------------------------ | ----- |
| 1     | 28 octobre | Indiana  | V 106-99  | DeMar DeRozan (25) | Jonas Valančiūnas (15) | Lowry, DeRozan (6) | Centre Air Canada 19 800 | 1 - 0 |
| 2     | 30 octobre | @ Boston | V 113-103 | DeMar DeRozan (23) | Jonas Valančiūnas (10) | Kyle Lowry (9)     | TD Garden 16 898         | 2 - 0 |

| Match | Date match   | Équipe          | Score     | Meilleur marqueur       | Meilleur rebondeur     | Meilleur passeur    | Lieux Spectateurs               | Série  |
| ----- | ------------ | --------------- | --------- | ----------------------- | ---------------------- | ------------------- | ------------------------------- | ------ |
| 3     | 1er novembre | Milwaukee       | V 106-87  | Jonas Valančiūnas (19)  | Bismack Biyombo (10)   | Kyle Lowry (7)      | Centre Air Canada 19 800        | 3 - 0  |
| 4     | 3 novembre   | @ Dallas        | V 102-91  | Kyle Lowry (27)         | Luis Scola (12)        | Kyle Lowry (10)     | American Airlines Center 20 034 | 4 - 0  |
| 5     | 4 novembre   | @ Oklahoma City | V 103-98  | DeMar DeRozan (28)      | Jonas Valančiūnas (11) | 3 joueurs (3)       | Chesapeake Energy Arena 18 203  | 5 - 0  |
| 6     | 6 novembre   | @ Orlando       | D 87-92   | DeMar DeRozan (23)      | Jonas Valančiūnas (14) | Luis Scola (5)      | Amway Center 16 578             | 5 - 1  |
| 7     | 8 novembre   | @ Miami         | D 76-96   | Jonas Valančiūnas (17)  | Biyombo, Johnson (7)   | Kyle Lowry (8)      | American Airlines Arena 19 600  | 5 - 2  |
| 8     | 10 novembre  | New York        | D 109-111 | DeMar DeRozan (29)      | Jonas Valančiūnas (9)  | Kyle Lowry (9)      | Centre Air Canada 19 800        | 5 - 3  |
| 9     | 11 novembre  | @ Philadelphie  | V 119-103 | Luis Scola (21)         | Jonas Valančiūnas (12) | Kyle Lowry (8)      | Wells Fargo Center 12 744       | 6 - 3  |
| 10    | 13 novembre  | New Orleans     | V 100-81  | Lowry, Valančiūnas (20) | Jonas Valančiūnas (10) | DeMar DeRozan (13)  | Centre Air Canada 19 800        | 7 - 3  |
| 11    | 15 novembre  | @ Sacramento    | D 101-107 | DeMar DeRozan (24)      | Bismack Biyombo (6)    | Kyle Lowry (7)      | Sleep Train Arena 17 006        | 7 - 4  |
| 12    | 17 novembre  | @ Golden State  | D 110-115 | DeRozan, Lowry (28)     | Jonas Valančiūnas (11) | DeRozan, Joseph (6) | Oracle Arena 19 596             | 7 - 5  |
| 13    | 18 novembre  | @ Utah          | D 89-93   | Luis Scola (22)         | Jonas Valančiūnas (9)  | DeRozan, Lowry (6)  | Vivint Smart Home Arena 18 741  | 7 - 6  |
| 14    | 20 novembre  | @ L.A. Lakers   | V 102-91  | Kyle Lowry (25)         | Carroll, Patterson (7) | Cory Joseph (6)     | Staples Center 18 997           | 8 - 6  |
| 15    | 22 novembre  | @ L.A. Clippers | V 91-80   | Carroll, DeRozan (21)   | Bismack Biyombo (14)   | Kyle Lowry (10)     | Staples Center 19 060           | 9 - 6  |
| 16    | 25 novembre  | Cleveland       | V 103-99  | Kyle Lowry (27)         | Bismack Biyombo (14)   | Kyle Lowry (6)      | Centre Air Canada 20 140        | 10 - 6 |
| 17    | 28 novembre  | @ Washington    | V 84-82   | Kyle Lowry (27)         | Bismack Biyombo (16)   | Cory Joseph (6)     | Verizon Center 16 841           | 11 - 6 |
| 18    | 29 novembre  | Phoenix         | D 102-107 | DeMar DeRozan (29)      | Biyombo, Lowry (8)     | DeMar DeRozan (7)   | Centre Air Canada 19 800        | 11 - 7 |

| Match | Date match  | Équipe       | Score         | Meilleur marqueur   | Meilleur rebondeur     | Meilleur passeur   | Lieux Spectateurs                | Série   |
| ----- | ----------- | ------------ | ------------- | ------------------- | ---------------------- | ------------------ | -------------------------------- | ------- |
| 19    | 2 décembre  | @ Atlanta    | V 96-86       | Kyle Lowry (31)     | Luis Scola (9)         | Kyle Lowry (5)     | Philips Arena 12 559             | 12 - 7  |
| 20    | 3 décembre  | Denver       | D 105-106     | DeMar DeRozan (34)  | Bismack Biyombo (7)    | Kyle Lowry (8)     | Centre Air Canada 19 800         | 12 - 8  |
| 21    | 5 décembre  | Golden State | D 109-112     | Kyle Lowry (41)     | Patrick Patterson (10) | Kyle Lowry (7)     | Centre Air Canada 20 160         | 12 - 9  |
| 22    | 7 décembre  | L.A. Lakers  | V 102-93      | Kyle Lowry (26)     | Bismack Biyombo (13)   | DeRozan, Lowry (6) | Centre Air Canada 20 163         | 13 - 9  |
| 23    | 9 décembre  | San Antonio  | V 97-94       | DeMar DeRozan (28)  | Luis Scola (8)         | Kyle Lowry (8)     | Centre Air Canada 19 800         | 14 - 9  |
| 24    | 11 décembre | Milwaukee    | V 90-83       | DeMar DeRozan (27)  | Luis Scola (8)         | Kyle Lowry (5)     | Centre Air Canada 19 800         | 15 - 9  |
| 25    | 13 décembre | Philadelphie | V 96-76       | DeMar DeRozan (25)  | Bismack Biyombo (9)    | Cory Joseph (4)    | Centre Air Canada 19 800         | 16 - 9  |
| 26    | 14 décembre | @ Indiana    | D 90-106      | DeRozan, Lowry (20) | Bismack Biyombo (13)   | Kyle Lowry (4)     | Bankers Life Fieldhouse 16 598   | 16 - 10 |
| 27    | 17 décembre | @ Charlotte  | D 99-109 (OT) | DeMar DeRozan (31)  | Bismack Biyombo (18)   | Kyle Lowry (7)     | Time Warner Cable Arena 15 817   | 16 - 11 |
| 28    | 18 décembre | @ Miami      | V 108-94      | DeMar DeRozan (30)  | Bismack Biyombo (15)   | James Johnson (5)  | American Airlines Arena 19 600   | 17 - 11 |
| 29    | 20 décembre | Sacramento   | D 94-104      | DeMar DeRozan (28)  | Bismack Biyombo (13)   | Kyle Lowry (4)     | Centre Air Canada 19 800         | 17 - 12 |
| 30    | 22 décembre | Dallas       | V 103-99      | DeMar DeRozan (28)  | Bismack Biyombo (20)   | Kyle Lowry (7)     | Centre Air Canada 19 800         | 18 - 12 |
| 31    | 26 décembre | @ Milwaukee  | V 111-90      | DeMar DeRozan (22)  | Bismack Biyombo (12)   | Kyle Lowry (9)     | BMO Harris Bradley Center 16 329 | 19 - 12 |
| 32    | 28 décembre | @ Chicago    | D 97-104      | Kyle Lowry (28)     | Bismack Biyombo (9)    | Kyle Lowry (9)     | United Center 21 898             | 19 - 13 |
| 33    | 30 décembre | Washington   | V 94-91       | DeMar DeRozan (34)  | Bismack Biyombo (12)   | Kyle Lowry (6)     | Centre Air Canada 19 800         | 20 - 13 |

| Match | Date match  | Équipe         | Score          | Meilleur marqueur      | Meilleur rebondeur     | Meilleur passeur    | Lieux Spectateurs          | Série   |
| ----- | ----------- | -------------- | -------------- | ---------------------- | ---------------------- | ------------------- | -------------------------- | ------- |
| 34    | 1er janvier | Charlotte      | V 104-94       | DeMar DeRozan (23)     | Jonas Valančiūnas (13) | Kyle Lowry (6)      | Centre Air Canada 19 800   | 21 - 13 |
| 35    | 3 janvier   | Chicago        | D 113-115      | DeMar DeRozan (24)     | Jonas Valančiūnas (9)  | Kyle Lowry (10)     | Centre Air Canada 19 800   | 21 - 14 |
| 36    | 4 janvier   | @ Cleveland    | D 100-122      | Kyle Lowry (23)        | Jonas Valančiūnas (8)  | Kyle Lowry (10)     | Quicken Loans Arena 20 562 | 21 - 15 |
| 37    | 6 janvier   | @ Brooklyn     | V 91-74        | Jonas Valančiūnas (22) | Jonas Valančiūnas (11) | Kyle Lowry (6)      | Barclays Center 14 544     | 22 - 15 |
| 38    | 8 janvier   | @ Washington   | V 97-88        | DeMar DeRozan (35)     | Kyle Lowry (10)        | Kyle Lowry (4)      | Verizon Center 17 064      | 23 - 15 |
| 39    | 9 janvier   | @ Philadelphie | V 108-95       | Kyle Lowry (25)        | Jonas Valančiūnas (9)  | DeRozan, Lowry (5)  | Wells Fargo Center 14 100  | 24 - 15 |
| 40    | 14 janvier  | @ Orlando      | V 106-103 (OT) | Kyle Lowry (24)        | DeMar DeRozan (11)     | Kyle Lowry (7)      | O2 Arena, Londres 18 689   | 25 - 15 |
| 41    | 18 janvier  | Brooklyn       | V 112-100      | Kyle Lowry (31)        | Jonas Valančiūnas (12) | Kyle Lowry (8)      | Centre Air Canada 19 800   | 26 - 15 |
| 42    | 20 janvier  | Boston         | V 115-109      | DeMar DeRozan (34)     | Jonas Valančiūnas (12) | Kyle Lowry (8)      | Centre Air Canada 19 800   | 27 - 15 |
| 43    | 22 janvier  | Miami          | V 101-81       | DeMar DeRozan (33)     | Jonas Valančiūnas (12) | Kyle Lowry (6)      | Centre Air Canada 19 800   | 28 - 15 |
| 44    | 24 janvier  | L.A. Clippers  | V 112-94       | Kyle Lowry (21)        | Bismack Biyombo (9)    | Kyle Lowry (6)      | Centre Air Canada 19 800   | 29 - 15 |
| 45    | 26 janvier  | Washington     | V 106-89       | Kyle Lowry (29)        | Jonas Valančiūnas (12) | Cory Joseph (6)     | Centre Air Canada 19 800   | 30 - 15 |
| 46    | 28 janvier  | New York       | V 103-93       | DeRozan, Lowry (26)    | Jonas Valančiūnas (18) | Kyle Lowry (10)     | Centre Air Canada 19 800   | 31 - 15 |
| 47    | 30 janvier  | Detroit        | V 111-107      | DeMar DeRozan (29)     | Bismack Biyombo (13)   | DeRozan, Joseph (4) | Centre Air Canada 19 800   | 32 - 15 |

| Match               | Date match  | Équipe      | Score     | Meilleur marqueur   | Meilleur rebondeur     | Meilleur passeur  | Lieux Spectateurs                 | Série   |
| ------------------- | ----------- | ----------- | --------- | ------------------- | ---------------------- | ----------------- | --------------------------------- | ------- |
| 48                  | 1er février | @ Denver    | D 93-112  | DeMar DeRozan (24)  | Jonas Valančiūnas (8)  | DeMar DeRozan (4) | Pepsi Center 10 007               | 32 - 16 |
| 49                  | 2 février   | @ Phoenix   | V 104-97  | Kyle Lowry (26)     | Bismack Biyombo (12)   | Joseph, Lowry (4) | Talking Stick Resort Arena 15 897 | 33 - 16 |
| 50                  | 4 février   | @ Portland  | V 110-103 | Kyle Lowry (30)     | Jonas Valančiūnas (11) | Kyle Lowry (8)    | Moda Center 19 393                | 34 - 16 |
| 51                  | 8 février   | @ Détroit   | V 103-89  | Kyle Lowry (25)     | Jonas Valančiūnas (8)  | Kyle Lowry (7)    | Palace of Auburn Hills 14 103     | 35 - 16 |
| 52                  | 10 février  | @ Minnesota | D 112-117 | DeMar DeRozan (35)  | Jonas Valančiūnas (7)  | Kyle Lowry (7)    | Target Center 11 171              | 35 - 17 |
| All-Star Break 2016 |             |             |           |                     |                        |                   |                                   |         |
| 53                  | 19 février  | @ Chicago   | D 106-116 | Kyle Lowry (27)     | Jonas Valančiūnas (12) | Kyle Lowry (8)    | United Center 21 849              | 35 - 18 |
| 54                  | 21 février  | Memphis     | V 98-85   | DeMar DeRozan (21)  | Jonas Valančiūnas (13) | Kyle Lowry (7)    | Centre Air Canada 19 800          | 36 - 18 |
| 55                  | 22 février  | @ New York  | V 122-95  | DeRozan, Lowry (22) | Kyle Lowry (11)        | Kyle Lowry (11)   | Madison Square Garden 19 812      | 37 - 18 |
| 56                  | 24 février  | Minnesota   | V 114-105 | DeMar DeRozan (31)  | Bismack Biyombo (11)   | Kyle Lowry (6)    | Centre Air Canada 19 800          | 38 - 18 |
| 57                  | 26 février  | Cleveland   | V 99-97   | Kyle Lowry (43)     | Jonas Valančiūnas (9)  | Kyle Lowry (9)    | Centre Air Canada 19 800          | 39 - 18 |
| 58                  | 28 février  | @ Détroit   | D 101-114 | Terrence Ross (27)  | Bismack Biyombo (7)    | DeMar DeRozan (7) | Palace of Auburn Hills 17 201     | 39 - 19 |

| Match | Date match | Équipe        | Score          | Meilleur marqueur   | Meilleur rebondeur        | Meilleur passeur  | Lieux Spectateurs                | Série   |
| ----- | ---------- | ------------- | -------------- | ------------------- | ------------------------- | ----------------- | -------------------------------- | ------- |
| 59    | 2 mars     | Utah          | V 104-94       | Kyle Lowry (32)     | Jonas Valančiūnas (8)     | Kyle Lowry (5)    | Centre Air Canada 19 800         | 40 - 19 |
| 60    | 4 mars     | Portland      | V 117-115      | DeMar DeRozan (38)  | Jonas Valančiūnas (10)    | Kyle Lowry (6)    | Centre Air Canada 19 800         | 41 - 19 |
| 61    | 6 mars     | Houston       | D 107-113      | Luis Scola (21)     | Jonas Valančiūnas (10)    | Kyle Lowry (9)    | Centre Air Canada 19 800         | 41 - 20 |
| 62    | 8 mars     | Brooklyn      | V 104-99       | DeMar DeRozan (25)  | Bismack Biyombo (10)      | Kyle Lowry (9)    | Centre Air Canada 19 800         | 42 - 20 |
| 63    | 10 mars    | Atlanta       | V 104-96       | DeMar DeRozan (30)  | Luis Scola (12)           | Kyle Lowry (7)    | Centre Air Canada 19 800         | 43 - 20 |
| 64    | 12 mars    | Miami         | V 112-104 (OT) | DeMar DeRozan (38)  | DeRozan, Valančiūnas (10) | DeMar DeRozan (7) | Centre Air Canada 19 800         | 44 - 20 |
| 65    | 14 mars    | Chicago       | D 107-109      | Kyle Lowry (33)     | Kyle Lowry (11)           | Kyle Lowry (7)    | Centre Air Canada 19 800         | 44 - 21 |
| 66    | 15 mars    | @ Milwaukee   | V 107-89       | Kyle Lowry (25)     | Bismack Biyombo (13)      | Kyle Lowry (11)   | BMO Harris Bradley Center 13 522 | 45 - 21 |
| 67    | 17 mars    | @ Indiana     | V 101-94 (OT)  | DeRozan, Lowry (28) | Bismack Biyombo (25)      | Kyle Lowry (4)    | Bankers Life Fieldhouse 15 104   | 46 - 21 |
| 68    | 18 mars    | Boston        | V 105-91       | Kyle Lowry (32)     | Bismack Biyombo (11)      | DeMar DeRozan (6) | Centre Air Canada 19 800         | 47 - 21 |
| 69    | 20 mars    | Orlando       | V 105-100      | DeMar DeRozan (25)  | Bismack Biyombo (11)      | Kyle Lowry (7)    | Centre Air Canada 19 800         | 48 - 21 |
| 70    | 23 mars    | @ Boston      | D 79-91        | DeMar DeRozan (21)  | Bismack Biyombo (13)      | Cory Joseph (4)   | TD Garden 18 624                 | 48 - 22 |
| 71    | 25 mars    | @ Houston     | D 109-112      | DeMar DeRozan (18)  | Jonas Valančiūnas (18)    | Kyle Lowry (8)    | Toyota Center 18 624             | 48 - 23 |
| 72    | 26 mars    | @ New Orleans | V 115-91       | DeMar DeRozan (23)  | Jonas Valančiūnas (9)     | Kyle Lowry (8)    | Smoothie King Center 17 009      | 49 - 23 |
| 73    | 28 mars    | Oklahoma City | D 100-119      | DeMar DeRozan (19)  | Jonas Valančiūnas (10)    | DeMar DeRozan (5) | Centre Air Canada 19 800         | 49 - 24 |
| 74    | 30 mars    | Atlanta       | V 105-97       | DeMar DeRozan (26)  | Jonas Valančiūnas (9)     | Kyle Lowry (11)   | Centre Air Canada 19 800         | 50 - 24 |

| Match | Date match | Équipe        | Score    | Meilleur marqueur   | Meilleur rebondeur     | Meilleur passeur  | Lieux Spectateurs            | Série   |
| ----- | ---------- | ------------- | -------- | ------------------- | ---------------------- | ----------------- | ---------------------------- | ------- |
| 75    | 1er avril  | @ Memphis     | V 99-95  | DeMar DeRozan (27)  | Jonas Valančiūnas (14) | Norman Powell (5) | FedExForum 17 077            | 51 - 24 |
| 76    | 2 avril    | @ San Antonio | D 95-102 | Norman Powell (17)  | Patrick Patterson (7)  | Cory Joseph (7)   | AT&T Center 18 418           | 51 - 25 |
| 77    | 5 avril    | Charlotte     | V 96-90  | DeMar DeRozan (26)  | Jonas Valančiūnas (12) | Kyle Lowry (6)    | Centre Air Canada 19 800     | 52 - 25 |
| 78    | 7 avril    | @ Atlanta     | D 87-95  | DeRozan, Lowry (16) | Bismack Biyombo (9)    | Kyle Lowry (6)    | Philips Arena 17 864         | 52 - 26 |
| 79    | 8 avril    | Indiana       | V 111-98 | Norman Powell (27)  | Jason Thompson (6)     | Cory Joseph (9)   | Centre Air Canada 19 800     | 53 - 26 |
| 80    | 10 avril   | @ New York    | V 93-89  | DeMar DeRozan (27)  | Bismack Biyombo (8)    | Kyle Lowry (7)    | Madison Square Garden 19 812 | 54 - 26 |
| 81    | 12 avril   | Philadelphie  | V 122-98 | Norman Powell (18)  | Jonas Valančiūnas (11) | DeMar DeRozan (6) | Centre Air Canada 19 800     | 55 - 26 |
| 82    | 13 avril   | @ Brooklyn    | V 103-96 | Norman Powell (30)  | Terrence Ross (10)     | Delon Wright (7)  | Barclays Center 16 517       | 56 - 26 |

## Playoffs
| Playoffs Total: 10-10 (Domicile : 8-3 ; Extérieur : 2-7) |

| Match | Date match | Équipe    | Score    | Meilleur marqueur      | Meilleur rebondeur     | Meilleur passeur | Lieux Spectateurs              | Série |
| ----- | ---------- | --------- | -------- | ---------------------- | ---------------------- | ---------------- | ------------------------------ | ----- |
| 1     | 16 avril   | Indiana   | D 90-100 | Cory Joseph (18)       | Jonas Valančiūnas (19) | Kyle Lowry (7)   | Centre Air Canada 19 800       | 0 - 1 |
| 2     | 18 avril   | Indiana   | V 98-87  | Jonas Valančiūnas (23) | Jonas Valančiūnas (15) | Kyle Lowry (9)   | Centre Air Canada 19 800       | 1 - 1 |
| 3     | 21 avril   | @ Indiana | V 101-85 | DeRozan, Lowry (21)    | Jonas Valančiūnas (14) | Kyle Lowry (8)   | Bankers Life Fieldhouse 18 165 | 2 - 1 |
| 4     | 23 avril   | @ Indiana | D 83-100 | Jonas Valančiūnas (16) | Bismack Biyombo (9)    | Kyle Lowry (5)   | Bankers Life Fieldhouse 18 165 | 2 - 2 |
| 5     | 26 avril   | Indiana   | V 102-99 | DeMar DeRozan (34)     | Bismack Biyombo (16)   | Kyle Lowry (5)   | Centre Air Canada 19 800       | 3 - 2 |
| 6     | 29 avril   | @ Indiana | D 83-101 | Carroll, Lowry (15)    | Bismack Biyombo (10)   | Kyle Lowry (10)  | Bankers Life Fieldhouse 18 165 | 3 - 3 |
| 7     | 1er mai    | Indiana   | V 89-84  | DeMar DeRozan (30)     | Jonas Valančiūnas (15) | Kyle Lowry (9)   | Centre Air Canada 19 800       | 4 - 3 |

| Match | Date match | Équipe  | Score         | Meilleur marqueur      | Meilleur rebondeur     | Meilleur passeur    | Lieux Spectateurs              | Série |
| ----- | ---------- | ------- | ------------- | ---------------------- | ---------------------- | ------------------- | ------------------------------ | ----- |
| 1     | 3 mai      | Miami   | D 96-102 (OT) | Jonas Valančiūnas (24) | Jonas Valančiūnas (14) | Kyle Lowry (6)      | Centre Air Canada 19 800       | 0 - 1 |
| 2     | 5 mai      | Miami   | V 96-92 (OT)  | DeMarre Carroll (21)   | Jonas Valančiūnas (12) | Kyle Lowry (6)      | Centre Air Canada 20 906       | 1 - 1 |
| 3     | 7 mai      | @ Miami | V 95-91       | Kyle Lowry (33)        | Jonas Valančiūnas (12) | DeMarre Carroll (5) | American Airlines Arena 19 675 | 2 - 1 |
| 4     | 9 mai      | @ Miami | D 87-94 (OT)  | Joseph, Ross (14)      | Bismack Biyombo (13)   | Kyle Lowry (9)      | American Airlines Arena 19 600 | 2 - 2 |
| 5     | 11 mai     | Miami   | V 99-91       | DeMar DeRozan (34)     | Kyle Lowry (10)        | Kyle Lowry (6)      | Centre Air Canada 20 155       | 3 - 2 |
| 6     | 13 mai     | @ Miami | D 91-103      | Kyle Lowry (36)        | Bismack Biyombo (13)   | Kyle Lowry (3)      | American Airlines Arena 15 797 | 3 - 3 |
| 7     | 15 mai     | Miami   | V 116-89      | Kyle Lowry (35)        | Bismack Biyombo (16)   | Kyle Lowry (9)      | Centre Air Canada 20 257       | 4 - 3 |

| Match | Date match | Équipe      | Score    | Meilleur marqueur  | Meilleur rebondeur   | Meilleur passeur      | Lieux Spectateurs          | Série |
| ----- | ---------- | ----------- | -------- | ------------------ | -------------------- | --------------------- | -------------------------- | ----- |
| 1     | 17 mai     | @ Cleveland | D 84-115 | DeMar DeRozan (18) | 3 joueurs (4)        | DeRozan, Lowry (5)    | Quicken Loans Arena 20 562 | 0 - 1 |
| 2     | 19 mai     | @ Cleveland | D 89-108 | DeMar DeRozan (22) | Kyle Lowry (6)       | Patrick Patterson (4) | Quicken Loans Arena 20 562 | 0 - 2 |
| 3     | 21 mai     | Cleveland   | V 99-84  | DeMar DeRozan (32) | Bismack Biyombo (26) | DeMar DeRozan (4)     | Centre Air Canada 20 207   | 1 - 2 |
| 4     | 23 mai     | Cleveland   | V 105-99 | Kyle Lowry (35)    | Bismack Biyombo (14) | Kyle Lowry (5)        | Centre Air Canada 20 367   | 2 - 2 |
| 5     | 25 mai     | @ Cleveland | D 78-116 | DeMar DeRozan (14) | Jason Thompson (5)   | Kyle Lowry (6)        | Quicken Loans Arena 20 562 | 2 - 3 |
| 6     | 27 mai     | Cleveland   | D 87-113 | Kyle Lowry (35)    | Bismack Biyombo (9)  | DeRozan, Lowry (3)    | Centre Air Canada 20 605   | 2 - 4 |

## Confrontations
| Conférence Est      | Conférence Est                            | Conférence Est                            | Conférence Est                            | Conférence Est                            | Conférence Ouest                          | Conférence Ouest                          | Conférence Ouest                          |
| Division Atlantique | Division Atlantique                       | Division Atlantique                       | Division Atlantique                       | Division Atlantique                       | Division Nord-Ouest                       | Division Nord-Ouest                       | Division Nord-Ouest                       |
| Équipe              | Domicile                                  | Domicile                                  | Extérieur                                 | Extérieur                                 | Équipe                                    | Domicile                                  | Extérieur                                 |
| ------------------- | ----------------------------------------- | ----------------------------------------- | ----------------------------------------- | ----------------------------------------- | ----------------------------------------- | ----------------------------------------- | ----------------------------------------- |
| Boston              | 115–109                                   | 105–91                                    | 113–103                                   | 79–91                                     | Denver                                    | 105–106                                   | 93–112                                    |
| Brooklyn            | 112–100                                   | 104–99                                    | 91–74                                     | 103-96                                    | Minnesota                                 | 114–105                                   | 112–117                                   |
| New York            | 109–111                                   | 103–93                                    | 122–95                                    | 93-89                                     | Oklahoma City                             | 100–119                                   | 103–98                                    |
| Philadelphie        | 96–76                                     | 122-98                                    | 119–103                                   | 108–95                                    | Portland                                  | 117–115                                   | 110–103                                   |
|                     |                                           |                                           |                                           |                                           | Utah                                      | 104–94                                    | 89–93                                     |
|                     | 7–1                                       | 7–1                                       | 7–1                                       | 7–1                                       |                                           | 3–2                                       | 2–3                                       |
| Division            | 14-2                                      | 14-2                                      | 14-2                                      | 14-2                                      | Division                                  | 5–5                                       | 5–5                                       |
| Division Centrale   | Division Centrale                         | Division Centrale                         | Division Centrale                         | Division Centrale                         | Division Pacifique                        | Division Pacifique                        | Division Pacifique                        |
| Equipe              | Domicile                                  | Domicile                                  | Extérieur                                 | Extérieur                                 | Equipe                                    | Domicile                                  | Extérieur                                 |
| Chicago             | 113–115                                   | 107–109                                   | 97–104                                    | 106–116                                   | Golden State                              | 109–112                                   | 110–115                                   |
| Cleveland           | 103–99                                    | 99–97                                     | 100–122                                   |                                           | L.A. Clippers                             | 112–94                                    | 91–80                                     |
| Detroit             | 111–107                                   |                                           | 103–89                                    | 101–114                                   | L.A. Lakers                               | 102–93                                    | 102–91                                    |
| Indiana             | 106–99                                    | 111-98                                    | 90–106                                    | 101–94 (OT)                               | Phoenix                                   | 102–107                                   | 104–97                                    |
| Milwaukee           | 106–87                                    | 90–83                                     | 111–90                                    | 107–89                                    | Sacramento                                | 94–104                                    | 101–107                                   |
|                     | 7–2                                       | 7–2                                       | 4–5                                       | 4–5                                       |                                           | 2–3                                       | 3–2                                       |
| Division            | 11–7                                      | 11–7                                      | 11–7                                      | 11–7                                      | Division                                  | 5–5                                       | 5–5                                       |
| Division Sud-Est    | Division Sud-Est                          | Division Sud-Est                          | Division Sud-Est                          | Division Sud-Est                          | Division Sud-Ouest                        | Division Sud-Ouest                        | Division Sud-Ouest                        |
| Equipe              | Domicile                                  | Domicile                                  | Extérieur                                 | Extérieur                                 | Equipe                                    | Domicile                                  | Extérieur                                 |
| Atlanta             | 104–96                                    | 105–97                                    | 96–86                                     | 87-95                                     | Dallas                                    | 103–99                                    | 102–91                                    |
| Charlotte           | 104–94                                    | 96-90                                     | 99–109 (OT)                               |                                           | Houston                                   | 107–112                                   | 109–112                                   |
| Miami               | 101–81                                    | 112–104 (OT)                              | 76–96                                     | 108–94                                    | Memphis                                   | 98–85                                     | 99-95                                     |
| Orlando             | 105–100                                   |                                           | 87–92                                     | 106–103 (OT)                              | New Orleans                               | 100–81                                    | 115–91                                    |
| Washington          | 94–91                                     | 106–89                                    | 84–82                                     | 97–88                                     | San Antonio                               | 97–94                                     | 95–102                                    |
|                     | 9–0                                       | 9–0                                       | 5–4                                       | 5–4                                       |                                           | 4–1                                       | 3–2                                       |
| Division            | 14–4                                      | 14–4                                      | 14–4                                      | 14–4                                      | Division                                  | 7–3                                       | 7–3                                       |
| Conférence          | 39–13 (Domicile : 23–3; Extérieur: 16–10) | 39–13 (Domicile : 23–3; Extérieur: 16–10) | 39–13 (Domicile : 23–3; Extérieur: 16–10) | 39–13 (Domicile : 23–3; Extérieur: 16–10) | Conférence                                | 17–13 (Domicile : 9–6 ; Extérieur : 8–7)  | 17–13 (Domicile : 9–6 ; Extérieur : 8–7)  |
| Total               | 56–26 (Domicile : 32–9; Extérieur: 24–17) | 56–26 (Domicile : 32–9; Extérieur: 24–17) | 56–26 (Domicile : 32–9; Extérieur: 24–17) | 56–26 (Domicile : 32–9; Extérieur: 24–17) | 56–26 (Domicile : 32–9; Extérieur: 24–17) | 56–26 (Domicile : 32–9; Extérieur: 24–17) | 56–26 (Domicile : 32–9; Extérieur: 24–17) |

## Effectif actuel
| Raptors de Toronto Effectif actuel |    |                                                |                   |             |
| Entraîneur : Dwane Casey           |    |                                                |                   |             |
| Ailier fort, pivot                 | 8  | Drapeau de la république démocratique du Congo | Bismack Biyombo   | RD Congo    |
| Ailier                             | 20 | Drapeau du Brésil                              | Bruno Caboclo     | Brésil      |
| Ailier, Ailier fort                | 5  | Drapeau des États-Unis                         | DeMarre Carroll   | Missouri    |
| Arrière, Ailier                    | 10 | Drapeau des États-Unis                         | DeMar DeRozan (C) | USC         |
| Ailier                             | 3  | Drapeau des États-Unis                         | James Johnson     | Wake Forest |
| Meneur                             | 6  | Drapeau du Canada                              | Cory Joseph       | Texas       |
| Meneur                             | 7  | Drapeau des États-Unis                         | Kyle Lowry (C)    | Villanova   |
| Pivot                              | 92 | Drapeau du Brésil                              | Lucas Nogueira    | Brésil      |
| Ailier fort                        | 54 | Drapeau des États-Unis                         | Patrick Patterson | Kentucky    |
| Arrière                            | 24 | Drapeau des États-Unis                         | Norman Powell     | UCLA        |
| Ailier                             | 31 | Drapeau des États-Unis                         | Terrence Ross     | Washington  |
| Ailier fort                        | 4  | Drapeau de l'Argentine                         | Luis Scola        | Argentine   |
| Ailier fort, Pivot                 | 1  | Drapeau des États-Unis                         | Jason Thompson    | Rider       |
| Pivot                              | 17 | Drapeau de la Lituanie                         | Jonas Valančiūnas | Lituanie    |
| Meneur, Arrière                    | 55 | Drapeau des États-Unis                         | Delon Wright      | Utah        |
| (C) Capitaine - Blessé             |    |                                                |                   |             |

## Contrats et salaires 2015-2016
| Joueur                            | Poste      | Âge        | Exp        | Contrat                | Salaire 2015-2016 | Fin du contrat |
| --------------------------------- | ---------- | ---------- | ---------- | ---------------------- | ----------------- | -------------- |
| Joueurs actuels                   |            |            |            |                        |                   |                |
| Bismack Biyombo                   | PF         | 23         | 4          | 5 754 630 $ sur 2 ans  | 2 814 000 $       | 2017 (P)       |
| Bruno Caboclo                     | SF         | 20         | 1          | 4 572 000 $ sur 3 ans  | 1 524 000 $       | 2018           |
| DeMarre Carroll                   | SF         | 29         | 6          | 58 000 000 $ sur 4 ans | 13 600 000 $      | 2019           |
| DeMar DeRozan                     | SG         | 26         | 6          | 38 000 000 $ sur 4 ans | 10 050 000 $      | 2017 (P)       |
| James Johnson                     | PF         | 28         | 6          | 5 000 000 $ sur 2 ans  | 2 500 000 $       | 2016           |
| Cory Joseph                       | PG         | 24         | 4          | 29 890 000 $ sur 4 ans | 7 000 000 $       | 2019           |
| Kyle Lowry                        | PG         | 29         | 9          | 48 000 000 $ sur 4 ans | 12 000 000 $      | 2018           |
| Lucas Nogueira                    | C          | 23         | 1          | 5 526 000 $ sur 3 ans  | 1 842 000 $       | 2018           |
| Patrick Patterson                 | PF         | 26         | 5          | 18 150 001 $ sur 3 ans | 6 268 675 $       | 2017           |
| Norman Powell                     | SG         | 22         | 0          | 2 539 382 $ sur 3 ans  | 650,000 $         | 2018           |
| Terrence Ross                     | SF         | 24         | 3          | 31 500 000 $ sur 3 ans | 3 553 917 $       | 2019           |
| Luis Scola                        | PF         | 35         | 8          | 2 900 000 $ sur 1 an   | 2 900 000 $       | 2016           |
| Jason Thompson                    | PF         | 29         | 7          | 329,000 $ sur 1 an     | 245,177 $         | 2016           |
| Jonas Valančiūnas                 | SF         | 24         | 3          | 64 000 000 $ sur 4 ans | 4 660 482 $       | 2020           |
| Delon Wright                      | PG         | 23         | 0          | 3 086 640 $ sur 2 ans  | 1 509 360 $       | 2019           |
| Joueurs coupés en cours de saison |            |            |            |                        |                   |                |
| Anthony Bennett                   | PF         | 22         | 2          | -                      | 947,276 $         | -              |
| Michale Kyser                     | PF         | 24         | 0          | -                      | 25,000 $          | -              |
| Ronald Roberts                    | SF         | 24         | 0          | -                      | 75,000 $          | -              |
| Shannon Scott                     | PG         | 22         | 0          | -                      | 25,000 $          | -              |
| Axel Toupane                      | SG         | 23         | 0          | -                      | 25,000 $          | -              |
|                                   |            |            |            |                        |                   |                |
| Total                             | Total      | Total      | Total      | Total                  | 72 214 887 $      | Différence     |
| Salary Cap                        | Salary Cap | Salary Cap | Salary Cap | Salary Cap             | 70 000 000 $      | - 2 214 887 $  |
| Luxury Tax                        | Luxury Tax | Luxury Tax | Luxury Tax | Luxury Tax             | 84 700 000 $      | 12 485 113 $   |

- 2016 = Joueurs qui peuvent quitter le club à la fin de cette saison.
- 2017 (P) = Joueur disposant d'une option joueur en fin de saison.

## Transferts

### Échanges
| Juin         | Juin                                                                                      | Juin                                                      | Juin                   |
| ------------ | ----------------------------------------------------------------------------------------- | --------------------------------------------------------- | ---------------------- |
| 25 juin 2015 | Échange à deux équipes                                                                    | Échange à deux équipes                                    | Échange à deux équipes |
| 25 juin 2015 | Vers Raptors de Toronto - Droits sur Norman Powell - Premier tour de draft 2017 (protégé) | Vers Bucks de Milwaukee - Greivis Vásquez                 | [ 2 ]                  |
| 30 juin 2015 | Échange à deux équipes                                                                    | Échange à deux équipes                                    | Échange à deux équipes |
| 30 juin 2015 | Vers Raptors de Toronto - Luke Ridnour - Cash considerations                              | Vers Thunder d'Oklahoma City - Droits sur Tomislav Zubčić | [ 3 ]                  |

### Joueurs qui re-signent
Aucun joueur

#### Options joueur et équipe
| Date         | Joueur         | Option                                                                     |
| ------------ | -------------- | -------------------------------------------------------------------------- |
| 29 septembre | Lucas Nogueira | Toronto exerce son option d'équipe de 1 920 000 $ pour la saison 2016-2017 |
| 29 septembre | Bruno Caboclo  | Toronto exerce son option d'équipe de 4 570 000 $ pour la saison 2016-2017 |

### Arrivés

#### Via draft
| Date       | Joueur       | Draft                                         | Contrat                                                                         | Provenance     | Référence |
| ---------- | ------------ | --------------------------------------------- | ------------------------------------------------------------------------------- | -------------- | --------- |
| 3 juillet  | Delon Wright | Draft 2015, Tour 1, choix n°20                | Contrat de 3 090 000 $ sur 2 ans (Option d’équipe pour les saisons 2017 à 2019) | Utes de l'Utah | [ 4 ]     |
| 15 juillet | Delon Wright | Draft 2015, Tour 2, choix n°46 (de Milwaukee) | Contrat de 2 540 000 $ sur 3 ans (Agent libre restreint en 2018)                | Bruins d'UCLA  | [ 5 ]     |

#### Via agent libre
| Date         | Joueur          | Contrat                                                                    | Provenance                       | Référence |
| ------------ | --------------- | -------------------------------------------------------------------------- | -------------------------------- | --------- |
| 9 juillet    | Cory Joseph     | Contrat de 29 890 000 $ sur 4 ans (Option joueur pour la saison 2018-2019) | Spurs de San Antonio             | [ 6 ]     |
| 9 juillet    | DeMarre Carroll | Contrat de 58 000 000 $ sur 4 ans                                          | Hawks d'Atlanta                  | [ 7 ]     |
| 15 juillet   | Luis Scola      | Contrat de 2 900 000 $ sur 1 an                                            | Pacers de l'Indiana              | [ 8 ]     |
| 18 juillet   | Bismack Biyombo | Contrat de 5 750 000 $ sur 2 ans (Option joueur pour la saison 2016-2017)  | Hornets de Charlotte             | [ 9 ]     |
| 21 juillet   | Ronald Roberts  | Contrat de 1 400 000 $ sur 2 ans                                           | San Miguel Beermen (Philippines) | [ 10 ]    |
| 28 septembre | Anthony Bennett | Contrat de 947,000 $ sur 1 an (Agent libre restreint en 2016)              | Timberwolves du Minnesota        | [ 11 ]    |
| 1er mars     | Jason Thompson  | Contrat de 329,000 $ sur 1 an                                              | Warriors de Golden State         | [ 12 ]    |

#### Via Trade
| Date    | Joueur(s) ou tour(s) de draft                                                                                         | Provenance              |
| ------- | --- | ----------------------- |
| 25 juin | Droits sur Norman Powell Premier tour de draft (Protégé 1-14 de 2017 à 2019, sinon second tour de draft 2020 et 2021) | Bucks de Milwaukee      |
| 30 juin | Luke Ridnour | Thunder d'Oklahoma City |

### Départs

#### Via agent libre
| Date       | Joueur           | Contrat                           | Vers ¹                | Référence |
| ---------- | ---------------- | --------------------------------- | --------------------- | --------- |
| 9 juillet  | Amir Johnson     | Contrat de 24 000 000 $ sur 2 ans | Celtics de Boston     | [ 13 ]    |
| 9 juillet  | Louis Williams   | Contrat de 21 000 000 $ sur 3 ans | Lakers de Los Angeles | [ 14 ]    |
| 22 juillet | Tyler Hansbrough | Contrat de 1 190 000 $ sur 1 an   | Hornets de Charlotte  | [ 15 ]    |

¹ Il s'agit de l’équipe pour laquelle le joueur a signé après son départ, il a pu entre-temps changer d'équipe ou encore de pays.

#### Via Trade
| Date    | Joueur                     | Vers                    |
| ------- | -------------------------- | ----------------------- |
| 25 juin | Greivis Vásquez            | Bucks de Milwaukee      |
| 30 juin | Droits sur Tomislav Zubčić | Thunder d'Oklahoma City |

#### Via Waived
| Date       | Joueur                                                  | Commentaire                                               |
| ---------- | ------------------------------------------------------- | --------------------------------------------------------- |
| 10 juillet | Luke Ridnour                                            | Libéré                                                    |
| 24 octobre | Michale Kyser Ronald Roberts Shannon Scott Axel Toupane | Non retenus dans l'équipe après les camps d’entraînements |
| 29 février | Anthony Bennett                                         | Libéré                                                    |